# Ratołt z Wiśniewa
Ratołt z Wiśniewa (Ratołt Wiśniewski) herbu Rogala (ur. XV w – zm. ok. 1509) – polski rycerz, stolnik płocki

## Życiorys
Ratołt Wiśniewski urodził się w rycerskiej rodzinie herbu Rogala z Wiśniewa w ziemi zawkrzeńskiej na Mazowszu. Był jedynym synem Piotra Liczki(Łyczki), który w 1443 zamienił z księciem mazowieckim Władysławem I dziedziczne dobra Modła na książęcą wieś Wiśniewo i pisał się z Wiśniewa.
W 1463 Ratołt zapisał Wiśniewo, Podkrajewo i Modłę swemu krewnemu Mikołajowi z Podkrajewa (sędzia zawkrzeński, starosta płocki) – zapis ten został unieważniony. Od młodych lat Ratołt był związany z młodymi książętami warszawskimi, którzy od 1462 rządzili Mazowszem. W 1473 jako jeden z przedstawicieli Bolesława V pośredniczył w zawarciu ugody w sprawie granic dóbr załubickich opactwa czerwińskiego. W 1473 został mianowany przez księcia Janusza II stolnikiem płockim, po Janie z Radzanowa i Ciemieniewa. Był obecny jako stolnik podczas zjazdu Janusza II z możnowładcami Mazowsza w Płocku, 4 grudnia 1482. Wziął udział w zjazdach księcia ze szlachtą w Płocku, Ciechanowie, Czerwińsku, Płońsku i Raciążu w dokumentach wymieniany jest bezpośrednio po kasztelanach a przed innymi urzędnikami mazowieckimi.
W 1489 zabił, bądź brał udział w zabójstwie plebana z Podkrajewa, Szczepana z Sikorów. Za czyn ten został obłożony interdyktem i skazany na zapłacenie 600 florenów grzywny. Dzięki poręczeniu kasztelana płockiego Mikołaja Krośnia z Dobrzykowa i podkomorzego płockiego Jakuba z Łaszewa zawarł ugodę, w której zobowiązał się do wpłaty 150 florenów odszkodowania. Sumę tę wpłacił do kasy biskupiej w 1492, część pieniędzy została przeznaczona na remont katedry płockiej.
W 1494 Ratołt razem z innymi szlachcicami z Podkrajewa miał zatarg z Wojenem z Podkrajewa, sprawę zakończył sąd książęcy ustanawiając dla adwersarzy zakład w wysokości 100 kóp groszy. Wszyscy uczestnicy sporu byli krewnymi, pochodzili z rodu Rogalitów.
Po wcieleniu Mazowsza do Korony nie prowadził już działalności politycznej. Prawdopodobnie brał udział w wyprawie mołdawskiej króla Jana I Olbrachta w 1497, nie jest bowiem wymieniany na liście Mazowszan ukaranych konfiskatą majątków za niestawiennictwo.
W styczniu 1502 Ratołt Wiśniewski wraz z rodziną otrzymał od króla Aleksandra zapewnienie nietykalności osobistej (nie jest znany powód tej decyzji). W następnym roku nabył dobra Słomino i Łazy w ziemi warszawskiej. W 1504 z synami Janem i Mikołajem przeprowadził z księżną Anną (wdowa po Konradzie III Rudym) za dopłatą 50 kóp groszy zamianę Słomina i Łazów na majątki ziemskie Falenty, Jaworowa i Laszczki, gdzie zamieszkał i pisał się z Wiśniewa i Falent.
Ratołt był żonaty z Dorotą N. herbu Junosza. Z tego związku synowie:
- Jan Wiśniewski z Falent
- Mikołaj Wiśniewski z Przełaji
- Jakub Wiśniewski

Ratołt Wiśniewski zmarł przed 29 marca 1509, w dniu tym mianowano Jakuba Sułkowskiego na jego następcę na urzędzie stolnika płockiego.